# Nitrat de cesi
Nitrat de cesi és un compost químic amb la fórmula química CsNO₃. És un nitrat de metall alcalí, que s'utilitza en composicións pirotècniques, com un colorant i un oxidant, per exemple, en bengales. Les emissions de cesi es deuen principalment a dues línies espectrals de gran abast en 852.113 nm i 894.347 nm.
Els prismes d'aquest compost s'utilitzen en l'espectroscòpia infraroja, en els llums dels raigs X, i en comptadors de centelleig. També s'utilitza en la fabricació de vidres òptics i lents.
Igual que amb altres nitrats de metalls alcalins, el nitrat de cesi es descompon a l'escalfament suau en donar nitrit de cesi:
{\displaystyle 2CsNO_{3}\longrightarrow 2CsNO_{2}+O_{2}}
El cesi també forma dos nitrats àcids inusuals, que poden ser descrits com CsNO3 · HNO3 i CsNO3 · 2HNO3 (punts de fusió 100 ° C i 36-38 ° C respectivament).